# Кяркёля
Кя́ркёля (фин. Kärkölä) — община в провинции Пяйят-Хяме, губерния Южная Финляндия, Финляндия. Общая площадь территории — 259,31 км², из которых 2,84 км² — вода.

## Демография
На 31 января 2011 года в общине Кяркёля проживают 4882 человека: 2467 мужчин и 2415 женщин.
Финский язык является родным для 97,05% жителей, шведский — для 0,35%. Прочие языки являются родными для 2,6% жителей общины.
Возрастной состав населения:
- до 14 лет — 16,41%
- от 15 до 64 лет — 64,93%
- от 65 лет — 18,66%

Изменение численности населения по годам:
| Год  | Численность |
| ---- | ----------- |
| 1980 | 5051        |
| 1990 | 5343        |
| 2000 | 5048        |
| 2010 | 4882        |
| 2011 | 4882        |

## Известные уроженцы, жители
Ялмар Фридрихович Кирьяринта (4 апреля 1881, Кяркёля — 8 января 1938, Ленинград) — советский и финский учитель, журналист и член парламента.